# Wadgassen
Wadgassen es un municipio del distrito de Saarlouis en Sarre (Alemania). Está situado a orillas del río Sarre, aproximadamente a 6 km al sureste de Saarlouis, y 15 km al oeste de Saarbrücken.

## Religión
Entre 1135 y 1792 se situó aquí la abadía de Wadgassen, premostratense (en alemán: Prämonstratenser-Chorherrenstift Wadgassen).

## Fusión
- 1974: Differten, Friedrichweiler, Hostenbach, Schaffhausen (Sarre), Wadgassen (pueblo), Werbeln

### Alcalde
- Desde 1 de mayo de 2014 - actualidad: Sebastian Greiber
- 1 de mayo de 1988 - 30 de abril de 2014: Harald Braun, SPD
- 1974 - 1988: Dr. Friedrich Mouty, CDU

### Ciudad hermanada
- Arques (Pas-de-Calais), Francia, desde 1979

## Economía
- Industrial del vidrio (Villeroy & Boch).
- Ingeniería mecánica (Firma Koch; desde 2007 FL SMIDTH KOCH MVT)
- Startup: Factory-Outlet-Center

### Museos
- Deutsches Zeitungsmuseum (DZM) en el Abteihof (parte de la antigua abadía premostratense)
- Museo Glashütte: Villeroy & Boch
- Museo Academia Wadegotia - historia local y viva de Wadgassen: Treppenstrasse 13 (csw Neubau), Wadgassen.

## Personas famosas
- Daniel Braun, escritor y periodista
- Johannes Kirschweng, poeta